# Las Làubias
Las Làubias (en francès Les Laubies) és un municipi francès situat al departament del Losera i a la regió d'Occitània.